# Imma ergasia
Imma ergasia är en fjärilsart som beskrevs av Edward Meyrick 1905. Imma ergasia ingår i släktet Imma och familjen Immidae. Inga underarter finns listade i Catalogue of Life.